# 安妮卡·吉勒肯
安妮卡·吉勒肯（Annika Zillekens，1990年4月3日—），原名安妮卡·史勒（Annika Schleu），是德国現代五項運動員。她曾获得2012年世锦赛、2017年世锦赛接力项目金牌；在參與過的四届奥运会中，2012年获得第26名、2016年获得第四名。2021年，吉勒肯在东京2020年夏季奥林匹克运动会中，以自己的原名安妮卡·史勒參加比賽。她在該次馬術比賽中，對待自己分派馬匹的影片在网上疯传，並受到廣泛注意。事後引发的争议與本人反應，也令馬術从现代五项中取消。

## 个人生活
史勒出生于柏林，丈夫是现代五项全能运动员克里斯蒂安·吉勒肯。

## 个人项目
史勒在在2008年欧洲青少年锦标赛中获得银牌，後於2018年世界锦标赛获得银牌。

### 2020 年东京奥运会
史勒在2020年夏季奥林匹克运动会上领先对手，但最終無法成功完成场地障碍赛，导致排名从第一名跌落到最后一名，最终排名為31。 在史勒疑似因為表現不佳，進而毆打其馬匹的影片出現後，她的教练金·雷斯纳遭到退賽。該馬匹名是从18匹马中随机抽取，名為“圣男孩”（Saint Boy）。其一同俄罗斯奥委会运动员古尔纳兹·古巴伊杜琳娜（排名第32）的馬匹，在马术比赛的后半段，拒绝跳过三个障碍。史勒还因反复使用鞭子、粗暴对待马匹，而出現强烈的輿論反彈。 德国奥运代表队队员、马术奖牌记录保持者伊莎贝尔·韦特藉由此事，批评在現代五項運動使用馬匹競賽，表示「現代五項和馬術運動無關」、把馬匹视为「和运动无关的交通工具。」 她同時也同情史勒，認為後者是运动体制的受害者。 
2021年8月13日，德国动物福利协会对史勒與雷斯纳两人提起刑事诉讼。2022年1月13日，史勒的法律团队宣布組織已撤销先前的诉讼；史勒同意向慈善机构捐赠500欧元；辩护律师表示同意捐贈不代表認罪。
现代五项管理机构针对該起事件，投票决定在2024年巴黎奥运会后，将马术比赛从現代五項中取消。

### 重返赛场
2023年，史勒以婚后姓氏重返赛场。 2024年7月，德国提名安妮卡·吉勒肯（史勒婚後的名字）参加2024年夏季奥运会。2024年夏季奥林匹克运动会现代五项比赛将是最后一次在運動中设立场地障碍赛的賽事。史勒在巴黎奥运会前表示，2024年奥运会将是其生涯最后一场比赛。

## 团队活动
史勒与莱纳·舍内博恩一同赢得2016年和2017年的世界锦标赛女子接力金牌。 她還和舍讷博恩以及简妮·科尔曼，一同在2012年女子接力赛中夺得金牌。2011年，史勒与舍讷博恩和罗尼亚·斯泰因伯恩搭档，在欧洲锦标赛和世界锦标赛上夺得银牌。  
作为德国女子接力队成员，史勒也與舍内博恩，一同在2014年和2017年欧洲锦标赛上获得银牌。 她還与罗尼亚·斯泰因伯恩搭档，在2018年世界锦标赛上再次获得银牌。 她与舍讷博恩和克劳迪娅·纳克搭档，在2013年欧洲锦标赛夺得铜牌。 
在青少年组比赛中，史勒作为德国队成员，夺得了2011年世界青少年锦标赛混合接力金牌。